# Milovan Jakšić
Milovan Jakšić (szerbül: Mилoвaн Jaкшић; Kolašin, Montenegrói Hercegség, 1909. szeptember 21. – Kairó, Egyiptomi Köztársaság, 1953. december 25.) szerb labdarúgókapus.
A Jugoszláv királyság válogatottjának tagjaként részt vett az 1930-as világbajnokságon.